# Konstal 105NG
Konstal 105NG – oznaczenie zmodernizowanych w latach osiemdziesiątych tramwajów 105Na przez MPK Kraków.

## Historia
W latach osiemdziesiątych większość krakowskich wagonów typu 105N przeszła naprawy główne w Konstalu, w czasie których dokonano przebudowy układu elektrycznego na identyczny, jak w tramwajach 105Na. Pozostałe pojazdy przeszły naprawy główne w Krakowie, podczas których przeniesiono aparaturę elektryczną spod schodów do nowej szafy elektrycznej za kabiną motorniczego, podobnie jak ma to miejsce w 105Na. Nie przebudowywano jednak sterowania elektrycznego. Tak zmodernizowane wagony oznaczono w Krakowie jako 105NG i oznaczono numerami zaczynającymi się od cyfry 6.
Wycofywanie z ruchu wagonów 105NG rozpoczęło się już w drugiej połowie lat dziewięćdziesiątych XX wieku. Wówczas to zdjęto ze stanu trzy wozy numer 620, 621 i 629.  Zaprzestano również ich remontów. W ostatnich latach pracy w Krakowie wozy te z powodu wysokich przebiegów często wysyłane było na miasto jako "pociągi rezerwowe". Taką pracę ułatwiał fakt, że kilka wagonów tego typu wyposażonych zostało w "filmy" w miejsce przednich tablic kierunkowych. Ponadto, w składzie 627+626 w połowie lat dziewięćdziesiątych zamontowano komplet wyświetlaczy pokazujący zarówno numer linii jak i pętlę.
Masowe kasacje wagonów 105NG rozpoczęły się już w nowym stuleciu. Najpierw w 2003 roku, w związku z zakupem kolejnej partii 12 tramwajów NGT6, skasowano kilka sztuk. Później, w 2004 roku dostawy używanego taboru z Wiednia spowodowały, że ilostan 105NG zmniejszył się drastycznie.
Jako ostatnie eksploatowane były dwa wozy 105NG numer 628 i 682, które w 2002 roku przeszły w Stacji Obsługi i Remontów naprawy bieżące o bardzo rozszerzonym zakresie. W styczniu 2009 roku przenumerowano je odpowiednio na 998 i 999. W dniu 21 września 2010 roku oba pojazdy zostały zdjęte ze stanu zajezdni Podgórze, tym samym kończąc historię wagonów 105NG w Krakowie.